# Кузьминки (муниципальный округ)
Кузьми́нки — муниципальный округ Москвы, просуществовавший с 1991 года по 1995 год. Позже его территория была включена в состав нового района «Кузьминки».

## История
Временный муниципальный округ «Кузьминки» был создан в ходе административной реформы 1991 года и входил в состав Юго-Восточного административного округа Москвы. После принятия 5 июля 1995 году закона «О территориальном делении города Москвы» временный муниципальный округ был преобразован практически без изменения границ в новый район Москвы «Кузьминки», который позже включил в свой состав также территорию ПКиО Кузьминки.

## Границы муниципального округа
Согласно распоряжению мэра Москвы «Об установлении временных границ муниципальных округов Москвы» граница муниципального округа «Кузьминки» проходила:
от пересечения Окской улицы и Волжского бульвара по Окской улице до пересечения с ул. Фёдора Полетаева, по ул. Фёдора Полетаева до пересечения с ул. Академика Скрябина, по ул. Академика Скрябина до границы ПКиО Кузьминки, по границе ПКиО Кузьминки до Волжского бульвара, по Волжскому бульвару до пересечения с Окской улицей.
Таким образом, территория муниципального округа включала лишь жилую застройку, но не включала территория парка и усадьбы Кузьминки, большая часть которых входит в современный район «Кузьминки».